# Kāti
Kāti är en ort i Indien.   Den ligger i distriktet Osmanabad och delstaten Maharashtra, i den centrala delen av landet, 1 200 km söder om huvudstaden New Delhi. Kāti ligger 515 meter över havet och antalet invånare är 12 022.
Terrängen runt Kāti är platt, och sluttar västerut. Runt Kāti är det ganska tätbefolkat, med 160 invånare per kvadratkilometer. Närmaste större samhälle är Tuljāpur, 19,8 km öster om Kāti. Trakten runt Kāti består till största delen av jordbruksmark.